# Quận của tỉnh Guyane
2 quận của tỉnh Guyane gồm:
1. Quận Cayenne, (tỉnh lỵ của tỉnh Guyane: Cayenne) với 16 tổng và 14 xã. Dân số của quận này là 88.689 người năm 1990, 119.660 người năm 1999, tăng trưởng dân số là 34.92%.
2. Quận Saint-Laurent-du-Maroni, (quận lỵ: Saint-Laurent-du-Maroni) với 3 tổng và 8 xã. Dân số của quận này là 25.989 người năm 1990, và 37.553 người năm 1999, tăng trưởng dân số là 44.5%.